# Eraldo Pizzo
Eraldo Pizzo (* 21. April 1938 in Genua) ist ein ehemaliger italienischer Wasserballspieler. Mit der italienischen Nationalmannschaft wurde er Olympiasieger 1960.

## Sportliche Karriere
Pizzo begann 1950 mit dem Wasserballspiel. Auf Vereinsebene war er bis 1982 aktiv, wobei er den größten Teil seiner Karriere bei Pro Recco verbracht. Mit diesem Verein gewann er 15 italienische Meistertitel und war 1965 Europapokalsieger.
Seinen ersten internationalen Erfolg erreichte Pizzo bei den Mittelmeerspielen 1955, als er mit der italienischen Mannschaft den Titel gewann. Bei der Europameisterschaft 1958 in Budapest belegten die Italiener den vierten Platz. Bei den Olympischen Spielen 1960 in Rom gewannen die Italiener sechs von sieben Partien und spielten gegen die Ungarn Unentschieden. Damit erhielten die Italiener die Goldmedaille vor der Mannschaft aus der Sowjetunion und den Ungarn.
1963 gewann Pizzo seinen zweiten Titel bei den Mittelmeerspielen. Im Jahr darauf bei den Olympischen Spielen 1964 in Tokio siegten die Ungarn vor den Jugoslawen und der Mannschaft aus der Sowjetunion, die Italiener erreichten ebenfalls die Finalrunde und belegten den vierten Platz.
Bei der Europameisterschaft 1966 in Utrecht erreichten die Italiener wieder die Endrunde und belegten den vierten Platz hinter den Mannschaften aus der Sowjetunion, der DDR und aus Jugoslawien. Zwei Jahre später bei den Olympischen Spielen 1968 in Mexiko-Stadt siegten die Jugoslawen vor der Mannschaft aus der Sowjetunion und den Ungarn, die Italiener verloren sowohl das Halbfinale als auch das Spiel um den dritten Platz und belegten den vierten Platz.
1970 bei der Europameisterschaft 1970 in Barcelona erreichten sechs Mannschaften die Endrunde, es siegte die sowjetische Mannschaft vor den Ungarn und den Jugoslawen. Die Italiener belegten einmal mehr den vierten Platz. Bei den Olympischen Spielen 1972 in München erreichten die Italiener die Endrunde und belegten den sechsten Platz. Das letzte Endrundenspiel gegen das US-Team war das letzte Länderspiel für Eraldo Pizzo, in 178 Länderspielen hatte er 275 Tore erzielt. In seinen 29 Spielen bei Olympischen Spielen waren es 53 Tore.
Als Pizzo zehn Jahre später seine Vereinskarriere beendete, wurde er zunächst Präsident bei Pro Recco, dann Trainer und Manager. Drei Jahre war er daneben Assistenztrainer der italienischen Nationalmannschaft.
Eraldo Pizzo wurde 1990 in die International Swimming Hall of Fame (ISHOF) aufgenommen.